# جيرالد دبليو. سميث
جيرالد دبليو. سميث (بالإنجليزية: Gerald W. Smith)‏ هو مهندس وكاتب أمريكي، ولد في 1 ديسمبر 1929، وتوفي في 5 أغسطس 2017.